# George Westinghouse
George Westinghouse (6. října 1846, Central Bridge, stát New York – 12. března 1914 New York) byl americký vynálezce a průmyslník, zakladatel společností Westinghouse Electric Corporation a Westinghouse Air Brake Company, v níž v roce 1869 vynalezl samočinnou tlakovou brzdu a v roce 1878 pneumatické železniční návěstidlo. Na počátku 80. let 19. století uviděl potenciál ve střídavém proudu jako základu elektrické distribuční soustavy. Vynaložil mnoho úsilí a prostředků na vývoj a uvedení tohoto systému na trh a v důsledku toho se dostal do přímého střetu s Edisonem a jeho systémem stejnosměrného proudu.

## Raná léta
George Westinghouse se narodil v roce 1846 v Central Bridge v New Yorku jako syn Emeline Vedderové a George Westinghouse, majitele zámečnické dílny. Od mládí se u něj projevoval talent pro stroje a obchod. Když vypukla americká občanská válka, vstoupil patnáctiletý Westinghouse do Newyorské národní gardy a sloužil zde, dokud jej jeho rodiče nepřemluvili k návratu domů. V dubnu 1863 přesvědčil rodiče, aby mu dovolili zapsat se do armády znovu, a poté nastoupil do roty M 16. Newyorské kavalérie a dosáhl hodnosti desátníka. V prosinci 1864 přešel z armády k námořnictvu a až do konce války sloužil na dělovém člunu USS Muscoota. Po propuštění z vojska v srpnu 1865 se vrátil ke své rodině do Schenectady. Zapsal se na Union College, ale po třech měsících školu opustil.
V 19 letech Westinghouse vytvořil svůj první vynález, rotační parní stroj. Navrhl také „Westinghouse Farm Engine“, malý parní stroj určený pro venkov. Ve věku 21 let vynalezl zařízení pro nasazování vykolejených železničních vozů zpět na koleje a vylepšené zařízení pro vedení kola na železničních výhybkách („reversible frog“).

## Tlaková brzda
Asi v téže době byl Westinghouse svědkem železničního neštěstí, kdy dva strojvůdci, i když se navzájem viděli, nedokázali se stávajícími brzdami vlaky včas zastavit. Brzdař musel běžet z vozu na vůz, přes můstky na jejich střechách, a na každém vozu ručně zatáhnout brzdy.
V roce 1869 (ve 22 letech) Westinghouse vynalezl brzdný systém založený na stlačeném vzduchu. Tento systém se skládal z kompresoru umístěného na lokomotivě, nádrže a speciálního ventilu na každém vozidle a z potrubí probíhajícího po celé délce vlaku (a propojeného ohebnými spoji). Tento systém umožnil strojvůdci zabrzdit a odbrzdit všechny vozy současně. Jednalo se o řešení zabezpečené proti selhání, protože jakákoli větší netěsnost ve vlakovém potrubí vedla k zastavení vlaku. Tento systém si Westinghouse nechal patentovat 28. října 1873. Následně založil pro výrobu a prodej vynálezu společnost Westinghouse Air Brake Company (WABCO). Tento vynález byl ve své době přijat téměř všemi železničními společnostmi. I moderní vlaky používají brzdy založené na tomto principu.
Westinghouse vyvinul také řadu vylepšení železniční signalizace (v nichž se tehdy používaly olejové lampy). V roce 1881 založil pro jejich výrobu společnost Union Switch and Signal Company.

## Distribuce elektrické energie

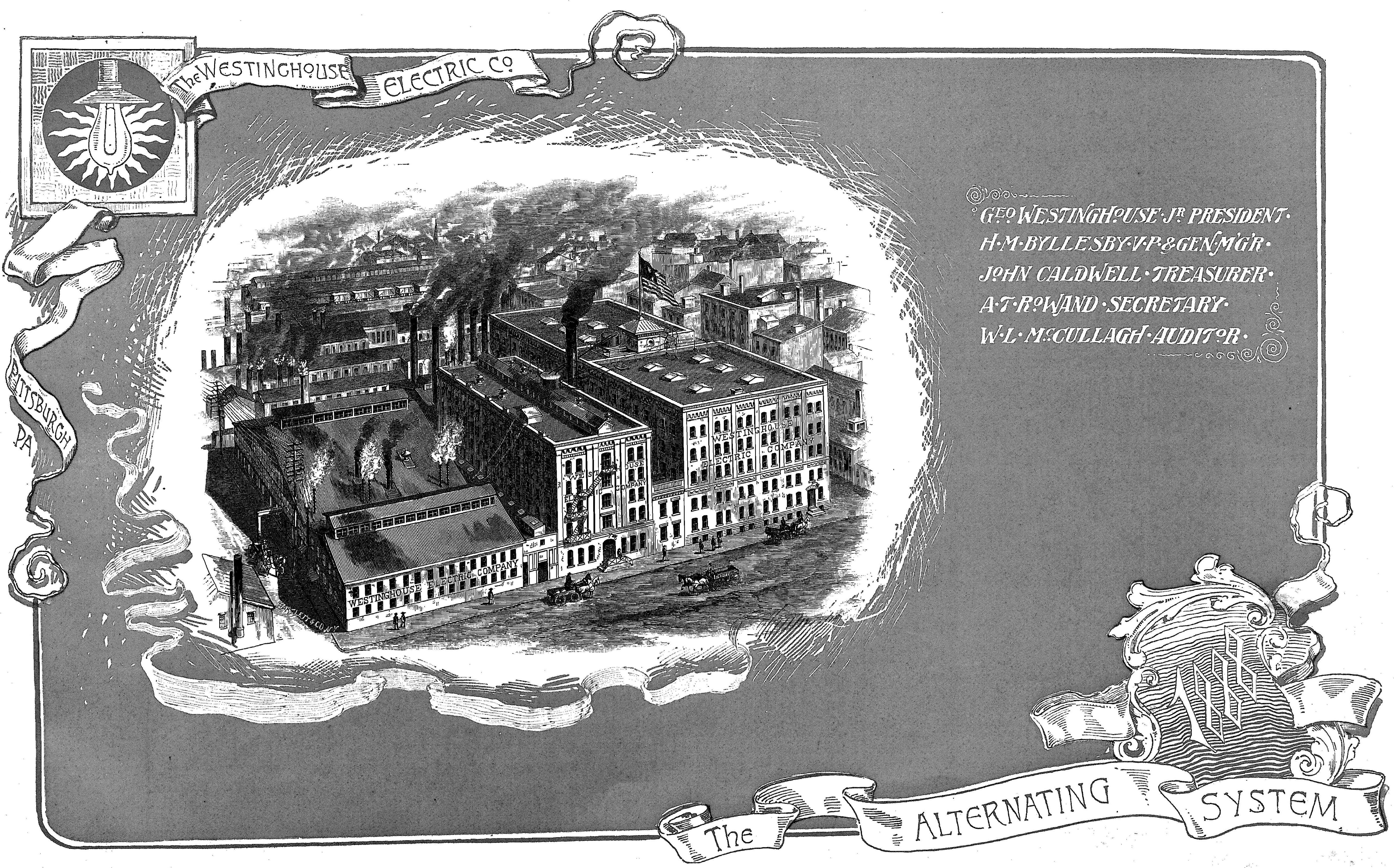
Reklama na „Střídavý systém“ v katalogu Westinghouse Electric Company, 1888

Westinghousovy zájmy v oblasti distribuce plynu a telefonních ústředen vedly k tomu, že se na počátku 80. let 19. století začal zajímat o novou oblast, distribuci elektrické energie. Elektrické osvětlení bylo rostoucím oborem; existovalo mnoho firem, které vyráběly venkovní systémy stejnosměrného proudu (DC) a střídavého proudu (AC) a Thomas Edison poskytoval stejnosměrný proud pro osvětlení domácností a podniků s patentovanou žárovkou. V roce 1884 začal Westinghouse vyvíjet svůj vlastní stejnosměrný osvětlovací systém a najal k práci na něm fyzika Williama Stanleyho. Westinghouse se dozvěděl o evropských systémech střídavého proudu v roce 1885, když se o nich dočetl ve britském technickém časopise Engineering. Střídavé systémy umožňovaly zvýšit napětí pro distribuci na velké vzdálenosti a poté snížit napětí pro spotřebitelské použití, což dovolovalo velkým centralizovaným elektrárnám dodávat elektřinu na dálku do měst s nižší hustotou osídlení. To byla velká výhoda oproti systémům s nízkým napětím, které byly uváděny na trh firmou Edison – ty používaly nízké napětí a velký proud, vyžadovaly tlusté vodiče a měly omezený dosah. Westinghouse si uvědomoval, že střídavý proud v kombinaci s transformátory umožní docílit větších úspor z rozsahu (díky vysokému přenosovému napětí a velkým ústředním elektrárnám). Viděl v tom cestu k vytvoření skutečně konkurenceschopného systému – místo toho, aby budoval jen další stejnosměrný systém založený na patentech, které by se musely lišit od těch Edisonových, aby obstály v případných soudních sporech.

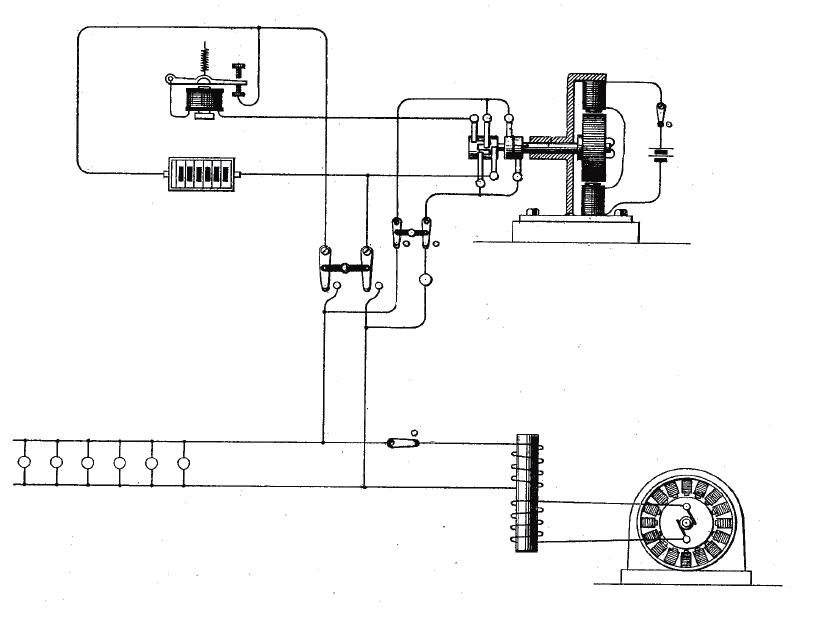
Westinghousův patent na střídavý systém osvětlení se záložní baterií, 1887 (US Patent 373,035)

V roce 1885 Westinghouse dovezl do USA transformátory od firmy Gaulard-Gibbs a generátor od firmy Siemens, aby mohl začít experimentovat se střídavou sítí v Pittsburghu. Stanley, jemuž asistovali inženýři Albert Schmid a Oliver B. Shallenberger, zdokonalil design transformátoru firmy Gaulard-Gibbs do prvního praktického transformátoru. V roce 1886 Stanley nainstaloval s Westinghousovou podporou první napájecí systém s vícenásobným napětím v Great Barrington v Massachusetts. Byl to demonstrační systém osvětlení poháněný hydrogenerátorem, který snižoval napětí 500 voltů střídavého proudu na 100 voltů, které napájelo žárovky v domácnostech a firmách. Tentýž rok Westinghouse založil „Westinghouse Electric & Manufacturing Company“; v roce 1889 ji přejmenoval na „Westinghouse Electric Corporation“.

### Válka proudů
Společnost Westinghouse instalovala během roku více než 30 systémů střídavého osvětlení a do konce roku 1887 měla 68 střídavých elektráren oproti Edisonovým 121 stejnosměrným. Toto soupeření s Edisonem vedlo koncem 80. let 19. století ke konfliktu, který se označuje jako „válka proudů“. Westinghouse se také musel vypořádat se soupeřem na poli střídavého proudu, společností Thomson-Houston Electric Company, která do konce roku 1887 postavila 22 elektráren a roku 1889 koupila dalšího konkurenta, Brush Electric Company. Společnost Thomson-Houston rozšiřovala svůj tržní podíl, přičemž se snažila vyhnout patentovým sporům se společností Westinghouse: uzavírala smlouvy, jako například dohodu o rozdělení trhu s elektrickým osvětlením, platila poplatek za používání Stanleyho patentu na transformátor a poskytovala společnosti Westinghouse licenci k využívání žárovky typu Sawyer-Man. Společnost Edison, v tajné dohodě s Thomson-Houstonem, se v roce 1890 snažila docílit toho, aby první elektrické křeslo bylo napájeno střídavým generátorem firmy Westinghouse a to přimělo Westinghouse, aby se pokusil odvrátit tuto popravu tím, že najal špičkového právníka pro obhajobu obžalovaného Williama Kemmlera. Válka proudů skončila, když finančníci, jako John Pierpont Morgan, rozšířili portfolio společnost Edison Electric o střídavé technologie a nakonec vytlačili Thomase Edisona z řídících funkcí. V roce 1892 byla Edison General Electric Company sloučena s Thomson-Houston Electric Company a vznikl konglomerát General Electric, jehož představenstvo tvořili lidé ze společnosti Thomson-Houston.

### Rozvoj a konkurenční boj
Během tohoto období společnost Westinghouse pokračovala v investování financí a dalších zdrojů do cíle vybudování integrovaného systému střídavého proudu, koupí firmy Consolidated Electric Light získala práva k žárovce typu Sawyer-Man, vyvinula další potřebné komponenty (zejména elektroměr pro střídavý proud) a získala práva k Teslovu bezkomutátorovému indukčnímu motoru, spolu s patenty pro nový typ distribuce elektrické energie, vícefázový střídavý proud. Díky prakticky využitelnému střídavému motoru měl teď Westinghouse klíčový patent pro svůj systém, ale finanční zátěž na koupi patentů a najímání inženýrů potřebných k jeho budování znamenalo, že vývoj Teslova motoru musel být chvíli pozdržen.
V roce 1890 měla společnost Westinghouse Electric potíže. Hrozící kolaps Barings Bank v Londýně vyvolal finanční paniku, což způsobilo, že investoři stáhli své půjčky. Náhlý nedostatek hotovosti donutil společnost refinancovat své dluhy. Noví věřitelé požadovali, aby společnost Westinghouse snížila „nadměrné“ výdaje na získání jiných společností, výzkumu a patentů.

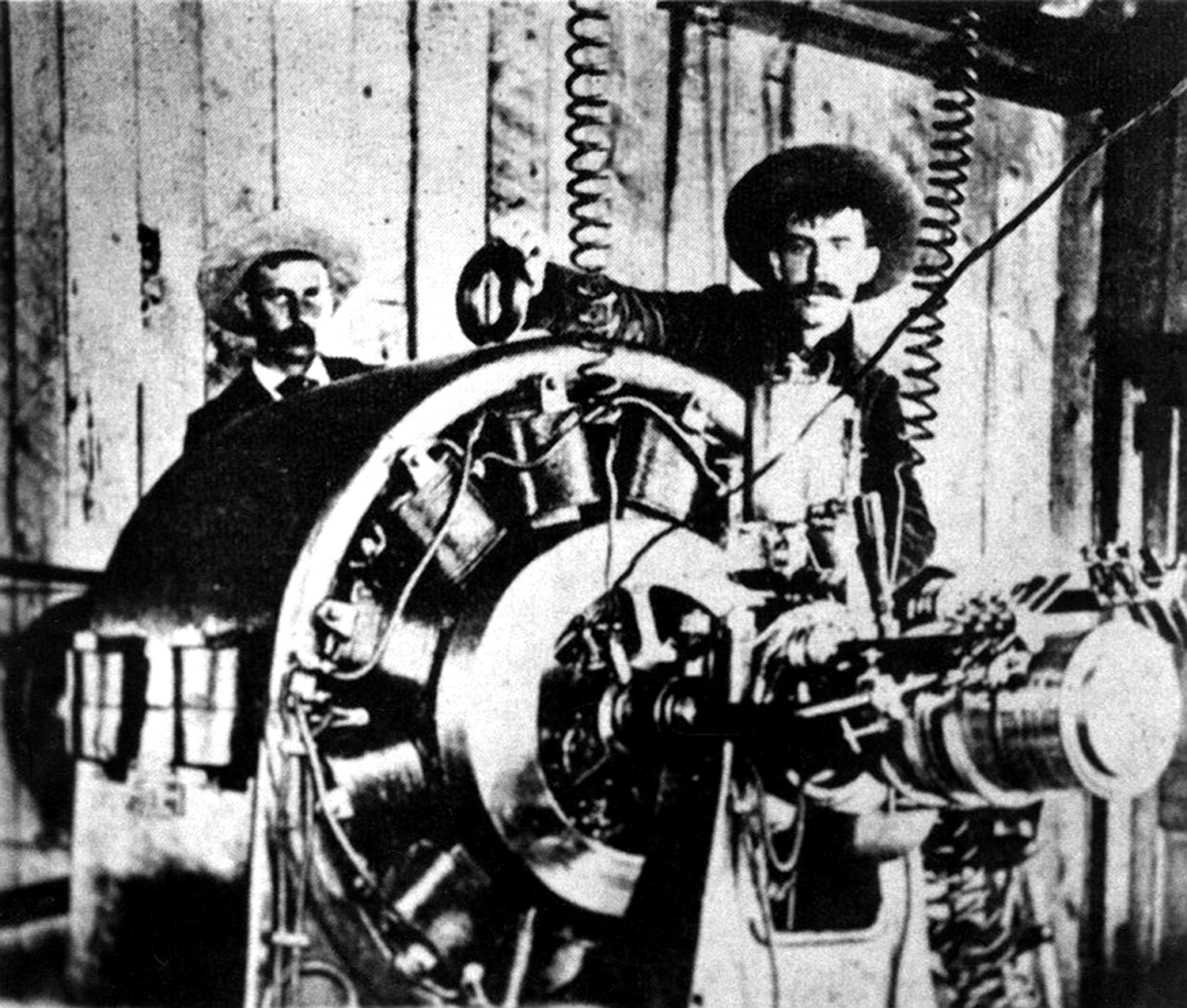
Dělníci s jedním ze dvou Westinghousových
alternátorů používaných ve vodní elektrárně v Ames

V roce 1891 postavil Westinghouse střídavou vodní elektrárnu Ames Hydroelectric Generating Plant. Zařízení dodávalo energii do Gold King Mine vzdáleného 3,5 km. Jednalo se o první úspěšné předvedení dálkového přenosu střídavého proudu v průmyslovém měřítku. Byly použity dva Westinghousovy alternátory o výkonu 100 koní, jeden pracující jako generátor vyrábějící jednofázový střídavý proud (3000 V/133 Hz) a druhý jako motor. Na počátku roku 1893 dosáhl Westinghousův technik Benjamin Lamme velkého pokroku při vývoji efektivní verze indukčního Teslova motoru a společnost Westinghouse Electric začala označovat svůj úplný vícefázový střídavý systém jako „Teslův vícefázový systém“, čímž dala najevo, že Teslovy patenty jim dávají patentovou prioritu nad jinými systémy střídavého proudu.
V roce 1893 vyhrál George Westinghouse soutěž na osvětlení Světové kolumbovské výstavy v Chicagu v roce 1893 se střídavým proudem; aby získal tento kontrakt, šel mírně pod cenu General Electric. Světová výstava věnovala jednu budovu elektrickým exponátům. Byla to klíčová událost v historii střídavého proudu, neboť zde Westinghouse mohl americké veřejnosti předvést bezpečnost, spolehlivost a účinnost integrovaného systému střídavého proudu.
Úspěch na Světové výstavě pomohl firmě Westinghouse získat smlouvu na výstavbu dvoufázového systému střídavého proudu v Adamsově elektrárně v Niagara Falls v roce 1895. Úzce související zakázka na vybudování třífázového distribučního systému střídavého proudu, byla svěřena společnosti General Electric. Od počátku do poloviny devadesátých let se General Electric, zaštítěná finančníkem J. P. Morganem, podílela na nákladných pokusech o převzetí a na patentových bitvách se společností Westinghouse Electric. Tato právní válka byla tak vyčerpávající, že v roce 1896 obě společnosti uzavřely dohodu o sdílení patentů, která platila až do roku 1911.

## Další projekty
V roce 1889 koupil Westinghouse práva k těžbě na několika místech v Patagonských horách v jihovýchodní Arizoně a založil společnost Duquesne Mining & Reduction Company. O rok později založil město Duquesne (dnes již opuštěné). Žil ve velkém viktoriánském domě, který ještě stojí, ale je v havarijním stavu. Duquesne se rozrostlo na více než 1000 obyvatel a těžba dosáhla vrcholu výroby v polovině 10. let 20. století.
S rozšířením střídavých sítí se společnost Westinghouse zaměřila na výrobu elektrické energie. Na počátku průmyslové výroby elektrické energie se tam, kde byl k dispozici vodní spád, užívaly hydrogenerátory, a pokud se vodní energie nedostávalo, spoléhalo se na pístové parní stroje. Westinghouse se domníval, že pístové parní stroje jsou neohrabané a neefektivní a chtěl vyvinout nějaký druh točivého motoru, který by byl elegantnější a účinnější.
Jedním z jeho prvních vynálezů byl již zmíněný rotační parní stroj, ale ten se ukázal jako nepraktický. Britský inženýr Charles Algernon Parsons začal v roce 1884 experimentovat s parními turbínami, počínaje turbínou o výkonu 10 koní (7,5 kW). Společnost Westinghouse v roce 1885 koupila práva na parní turbínu, vylepšila Parsonsovu technologii a zvětšila rozměry a výkon turbíny.

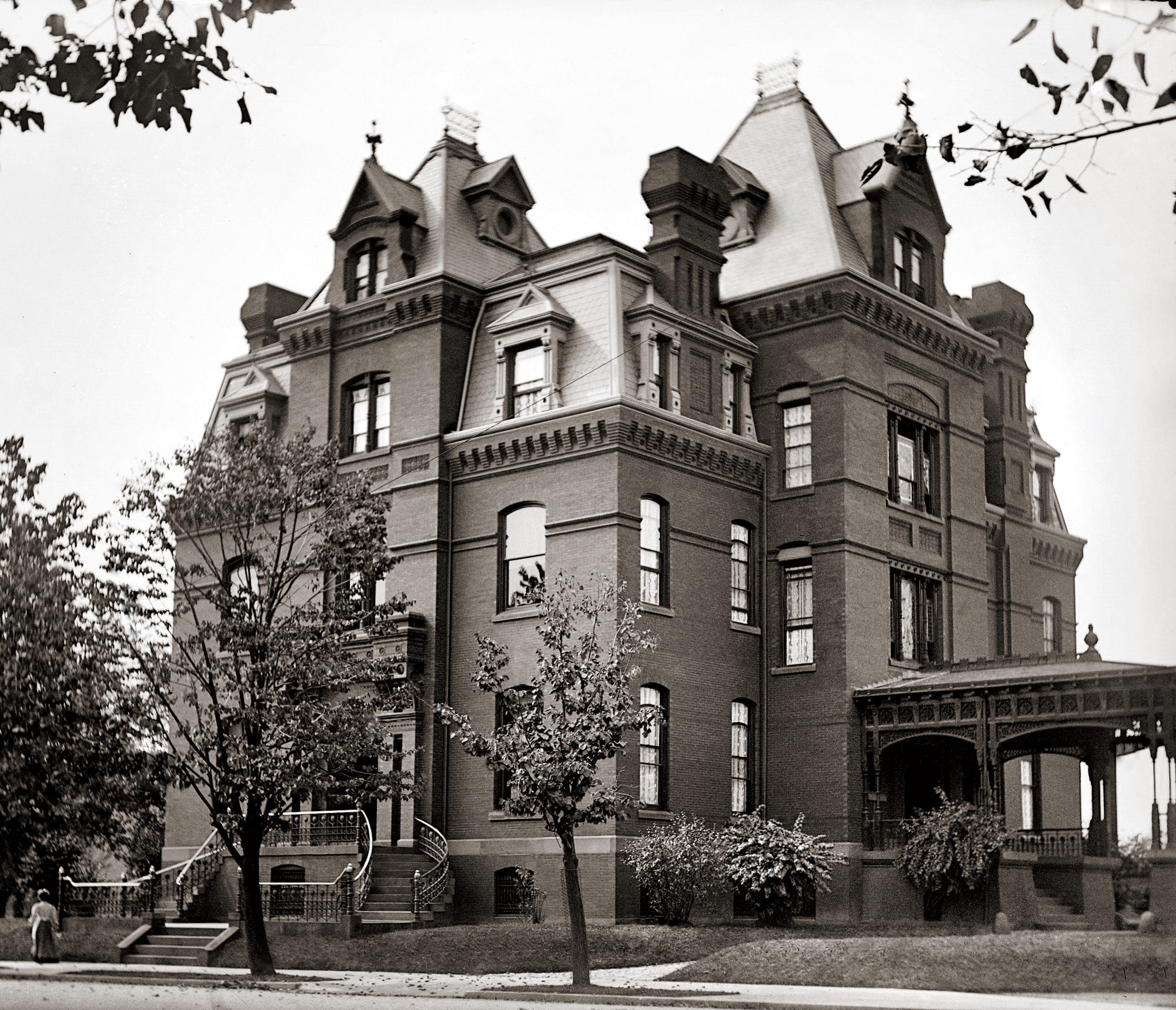
Sídlo George Westinghouse ve Washingtonu, D.C. (1901–1914)

V roce 1898 společnost Westinghouse předvedla jednotku o výkonu 300 kW, kterou nahradila pístové motory ve své továrně na brzdy. V příštím roce nainstalovala pro Hartford Electric Light Company jednotku o výkonu 1,5 MW a 1200 otáčkách za minutu.
Westinghouse pak vyvíjel parní turbíny pro námořní pohon. Velké turbíny byly nejúčinnější při rychlostech kolem 3000 ot/min, zatímco efektivní lodní šroub pracoval při rychlosti asi 100 ot/min. To vyžadovalo redukční převodovku, ale postavit převodovku, která by dokázala pracovat při vysokých otáčkách a vysokém výkonu, bylo obtížné, neboť i malé vychýlení osy mohlo soustrojí zničit. Westinghouse a jeho inženýři navrhli automatický vyrovnací systém, díky němuž se turbíny staly prakticky použitelné pro velké lodě.
Westinghouse zůstal produktivní a vynalézavý po téměř celý svůj život. Zabýval se také pokusy v oblasti klimatizace, chlazení a tepelných čerpadel. Se zavedením automobilu po přelomu století se Westinghouse vrátil k dřívějším vynálezům a navrhl vzduchový tlumič kmitů pro automobilové odpružení.

## Osobní život, pozdější život a smrt
Westinghouse zůstal významnou postavou amerického průmyslu až do roku 1907, kdy finanční panika vedla k jeho rezignaci na řízení společnosti Westinghouse.
V roce 1867 se Westinghouse setkal a brzy se oženil s Marguerite Erskine Walkerovou. Jejich manželství trvalo 47 let a měli jednoho syna, George Westinghouse III, který měl šest dětí.
George Westinghouse zemřel 12. března 1914 v New Yorku ve věku 67 let. Byl zprvu pohřben na hřbitově Woodlawn v Bronxu v New Yorku, ale jako účastník americké občanské války byl podruhé pohřben na Arlingtonském národním hřbitově.
V roce 1989 byl Westinghouse uveden do americké Národní síně slávy vynálezců.